# Sånghusfjärden
Sånghusfjärden är en sjö i Oskarshamns kommun i Småland och ingår i Marströmmen-Viråns kustområde. Sjön har en area på 0,0895 kvadratkilometer och ligger 1 meter över havet.

## Delavrinningsområde
Sånghusfjärden ingår i det delavrinningsområde (637364-155203) som SMHI kallar för Rinner mot Ärnöområdet sek namn. Medelhöjden är 7 meter över havet och ytan är 8,09 kvadratkilometer. Det finns inga avrinningsområden uppströms utan avrinningsområdet är högsta punkten. Avrinningsområdets utflöde mynnar i havet, utan att ha någon enskild mynningsplats. Avrinningsområdet består mestadels av skog (75 %) och öppen mark (10 %). Avrinningsområdet har 0,25 kvadratkilometer vattenytor vilket ger det en sjöprocent på 3,1 %.